# یخ‌مه

رودخانه بو، کلگری ۲۰- درجه سلسیوس، ژانویه ۲۰۱۵

یخ‌مه (انگلیسی: Ice fog) یا مه یخی، نوعی مه است که از بلورهای یخ ریز معلق در هوا تشکیل شده است. یخ‌مه فقط در مناطق سرد جهان رخ می‌دهد، زیرا قطرات آب معلق در هوا می‌توانند تا دمای ۴۰- درجه سانتی‌گراد مایع باقی بمانند.
باید یخ‌مه را از گرد الماس، بارش بلورهای یخ پراکنده که از آسمان صاف فرو می‌ریزند، متمایز کرد. مه یخی همان مه یخ‌زده نیست که معمولاً در غرب ایالات متحده به آن پوگونیپ (pogonip) می‌گویند.

## در ایالات متحده

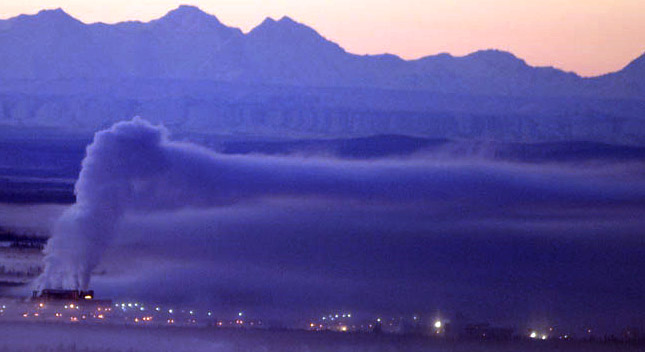
مه یخی بر فراز فربنکس، آلاسکا در زمستان ۲۰۰۵. دما تقریباً ۳۴- درجه سلسیوس. به سراب در پایه رشته کوه آلاسکا توجه کنید.

مه یخی می‌تواند در داخل و شمال آلاسکا بسیار رایج باشد، زیرا دما در ماه‌های زمستان اغلب به زیر ۴۰- درجه سانتی‌گراد می‌رسد.
یخ‌مه فقط در شرایط خاص تشکیل می‌شود. رطوبت باید نزدیک به ۱۰۰٪ باشد زیرا دمای هوا به زیر ۰ درجه سانتی‌گراد می‌رسد و اجازه می‌دهد تا بلورهای یخ در هوا تشکیل شوند.
سپس بلورهای یخ روی سطوح می‌نشینند. ظاهراً ساکنان اولیه آن را «مرگ سفید» می‌نامیدند، زیرا معتقد بودند که بلورها وارد ریه‌هایشان شده و باعث مرگ می‌شوند.